# Kévin Mayer

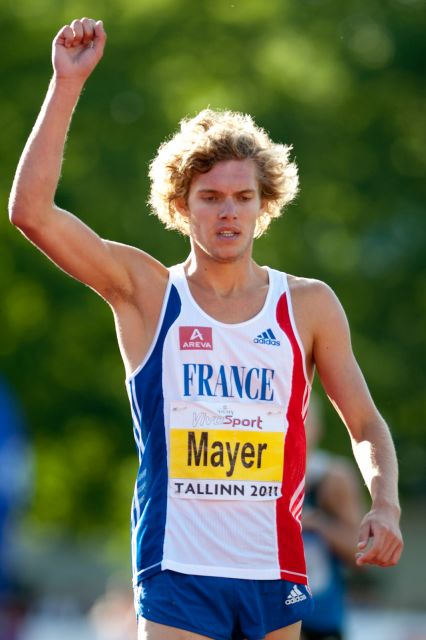
Mayer tijdens de Europese juniorenkampioenschappen 2011 in Tallinn.

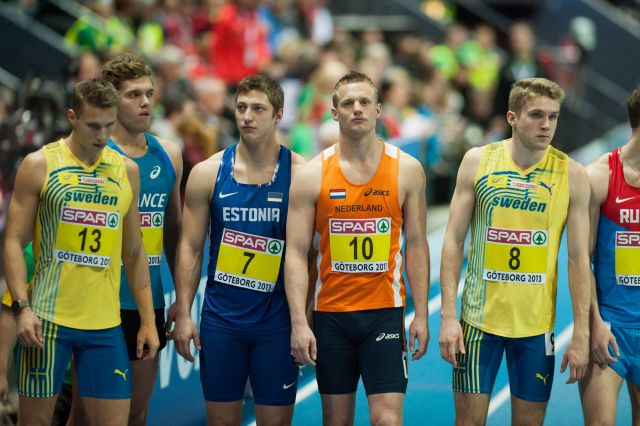
Mayer (tweede van links) aan de start van de afsluitende 1000 m van zijn recordzevenkamp bij de EK indoor 2013.

Kévin Mayer (Argenteuil, 10 februari 1992) is een Franse meerkamper. Hij heeft diverse juniorentitels op zijn naam staan en heeft aan meerdere seniorentoernooien deelgenomen, waaronder de Olympische Spelen van Londen en Rio de Janeiro. Zijn beste prestatie is de zilveren medaille bij de Spelen van Rio op de tienkamp met een puntentotaal van 8834, waarmee hij tevens het Franse nationale record met 260 punten verbeterde. In 2018 verbeterde hij het wereldrecord tot 9126 punten.

## Biografie

### Jeugd
Kévin Mayer werd geboren in de Parijse voorstad Argenteuil. De atleet deed aan handbal en tennis, voordat hij in 2004 lid werd van de atletiekvereniging Cercle athlétique de Valence. In 2005 verruilde Mayer die vereniging voor EA Tain-Tournon uit Tournon. Mayer veroverde zijn eerste nationale (junioren)titel binnen tijdens het indoorseizoen van 2008. De Fransman won bij de Franse indoorkampioenschappen U18 naast de zevenkamp ook het hoogspringen. Datzelfde jaar werd Mayer bij de nationale kampioenschappen voor dezelfde leeftijdscategorie tweede op bij de tienkamp, met een score van 6898 punten, als bij het hoogspringen, met een hoogte van 2,04 m. Het daaropvolgende indoorseizoen prolongeerde Mayer de twee juniorentitels die hij had veroverd in 2008.

### Start internationale loopbaan
In 2009 maakte Mayer een succesvol internationaal debuut bij de wereldkampioenschappen voor B-junioren in Brixen (Italië). Hij won daar de achtkamp met ruim 250 punten verschil, met een persoonlijk record van 6470 punten. Dit puntenaantal was goed voor een Europees record U18. Op dat moment was het slechts vier punten verwijderd van het wereldrecord.
Ook een jaar later piekte Mayer op het goede moment. Bij de WK voor junioren te Moncton nam hij deel aan de tienkamp, waar hij eerste werd met 7928 punten, wat een verbetering was van het nationale juniorenrecord dat hij eerder dat jaar had neergezet bij de Franse juniorenkampioenschappen. Mayer sleepte in 2011 zijn derde internationale juniorentitel in de wacht. Bij de Europese juniorenkampioenschappen van 2011 in Tallinn won Mayer de tienkamp in een persoonlijk, nationaal en kampioenschapsrecord van 8124 p.

### Olympische Spelen van Londen
Mayer overschreed voor het eerst de 8000-puntengrens van de seniorentienkamp bij een wedstrijd in Cannes. Hij haalde hier een score van 8091 punten, wat niet genoeg was om zich te kwalificeren voor de Olympische Spelen van Londen, omdat het A-limiet stond op 8200 p. Het was echter wel genoeg voor kwalificatie voor de Europese kampioenschappen van Helsinki, waar hij zich alsnog probeerde te plaatsen. Dit mislukte al snel: hij sprong driemaal ongeldig bij het verspringen. Hij brak daarop de tienkamp af en zocht een andere meerkampwedstrijd waar hij zich nog op tijd kon plaatsen voor de Spelen. Die vond hij vier dagen erna in Brussel. Hij won deze wedstrijd met een puntentotaal van 8447, wat ruim voldoende was om mee te mogen doen aan de tienkamp op de Olympische Spelen. Ook verbeterde hij het nationale U23-record tot 8415 p. Het verschil in punten komt, omdat de beste sprong van Mayer bij het verspringen met een te sterke meewind was. Hij had ook een minder verre sprong met meewind die wel reglementair was. Bij de Spelen in Londen presteerde hij een stuk minder goed dan bij zijn recordtienkamp: hij haalde 7952 p, waarmee hij als vijftiende eindigde. Ook later in het jaar bij de Décastar kwam Mayer niet over de 8000 punten heen. Hij haalde 7935 p.

### Aansluiting seniorentop

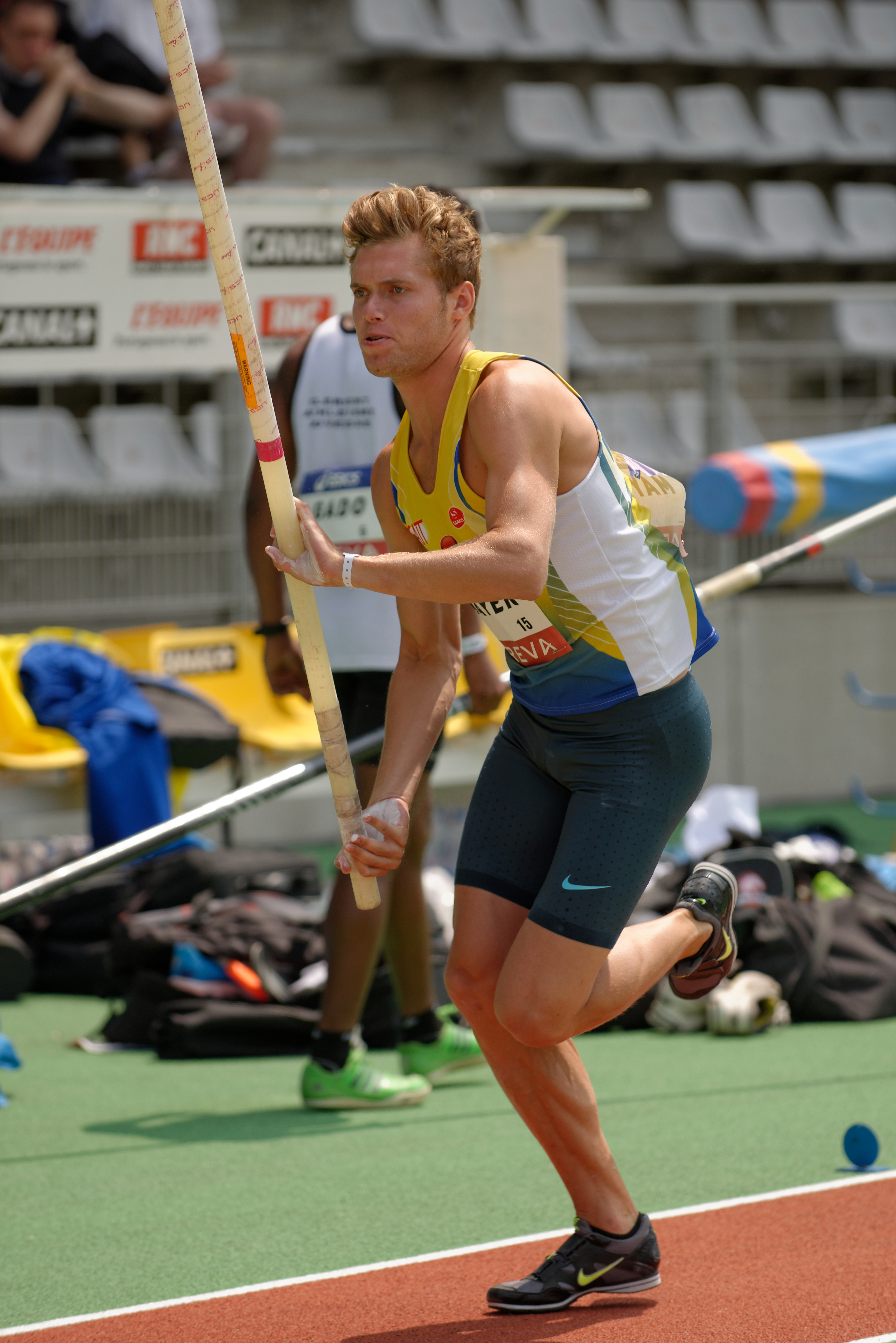
In actie bij de Franse kampioenschappen van 2013.

Kévin Mayer veroverde voor bij de Europese indoorkampioenschappen van 2013 in Göteborg zijn eerste medaille bij een internationaal seniorenkampioenschap. Hij haalde 6297 punten, een persoonlijk record, op de zevenkamp, wat goed was voor een tweede positie, achter Eelco Sintnicolaas. Outdoor was Mayer bij zijn tienkampoptredens van 2013 minder wisselvallig dan in 2012. Hij zette de beste prestatie van het veld neer in de hoogste divisie van de Europese meerkampcup, waarmee hij mede zorgde voor een Franse overwinning. Anderhalve maand later, in augustus, scoorde hij nog 56 punten meer bij de wereldkampioenschappen van Moskou. Dit puntenaantal, 8446, was genoeg voor een persoonlijk record en een vierde positie.
Ook in 2014 verbeterde Mayer zijn persoonlijke record op de tienkamp tijdens zijn belangrijkste wedstrijd van dat jaar: de EK van Zürich. Bij regenachtige omstandigheden verbeterde hij zich in het Letzigrund stadion tot 8521 punten. Door een sterke afsluitende 1500 m, die hij als zesde in het klassement startte, eindigde de Franse atleet als tweede achter Andrej Krawtsjanka.
Op de Olympische Spelen van 2016 in Rio de Janeiro won hij ondanks een nationaal record van 8834 punten een zilveren medaille op de tienkamp. Hij werd verslagen door de Amerikaan Ashton Eaton, die het olympische record verbeterde tot 8893 punten.

## Titels
- Wereldkampioen tienkamp - 2017, 2022
- Wereldindoorkampioen zevenkamp - 2018
- Europees indoorkampioen zevenkamp - 2017
- Wereldjuniorenkampioen tienkamp - 2010
- Europees juniorenkampioen tienkamp - 2011
- Wereldkampioen U18 achtkamp - 2009

## Statistieken

### Persoonlijke records

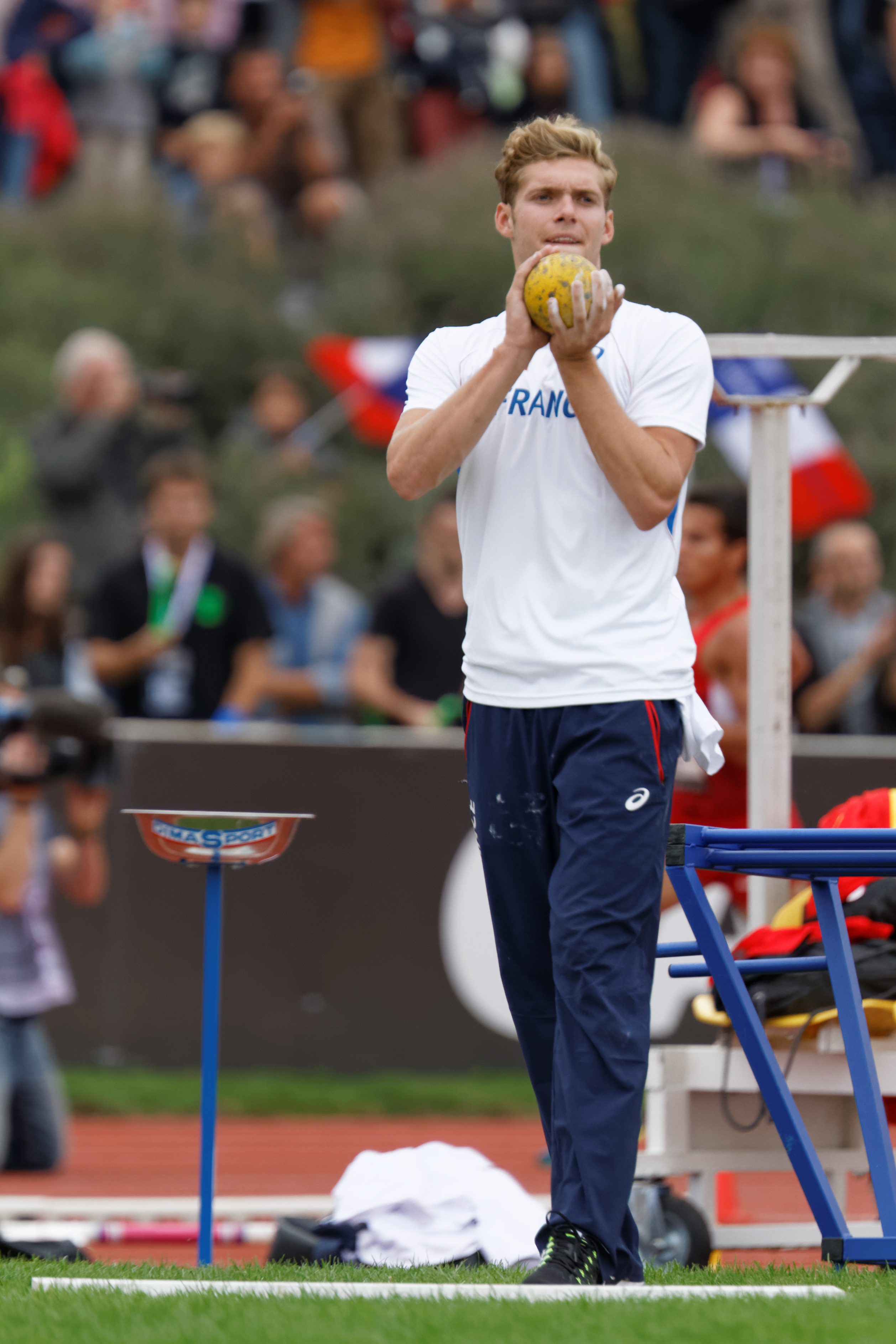
Mayer tijdens de DécaNation in 2014.

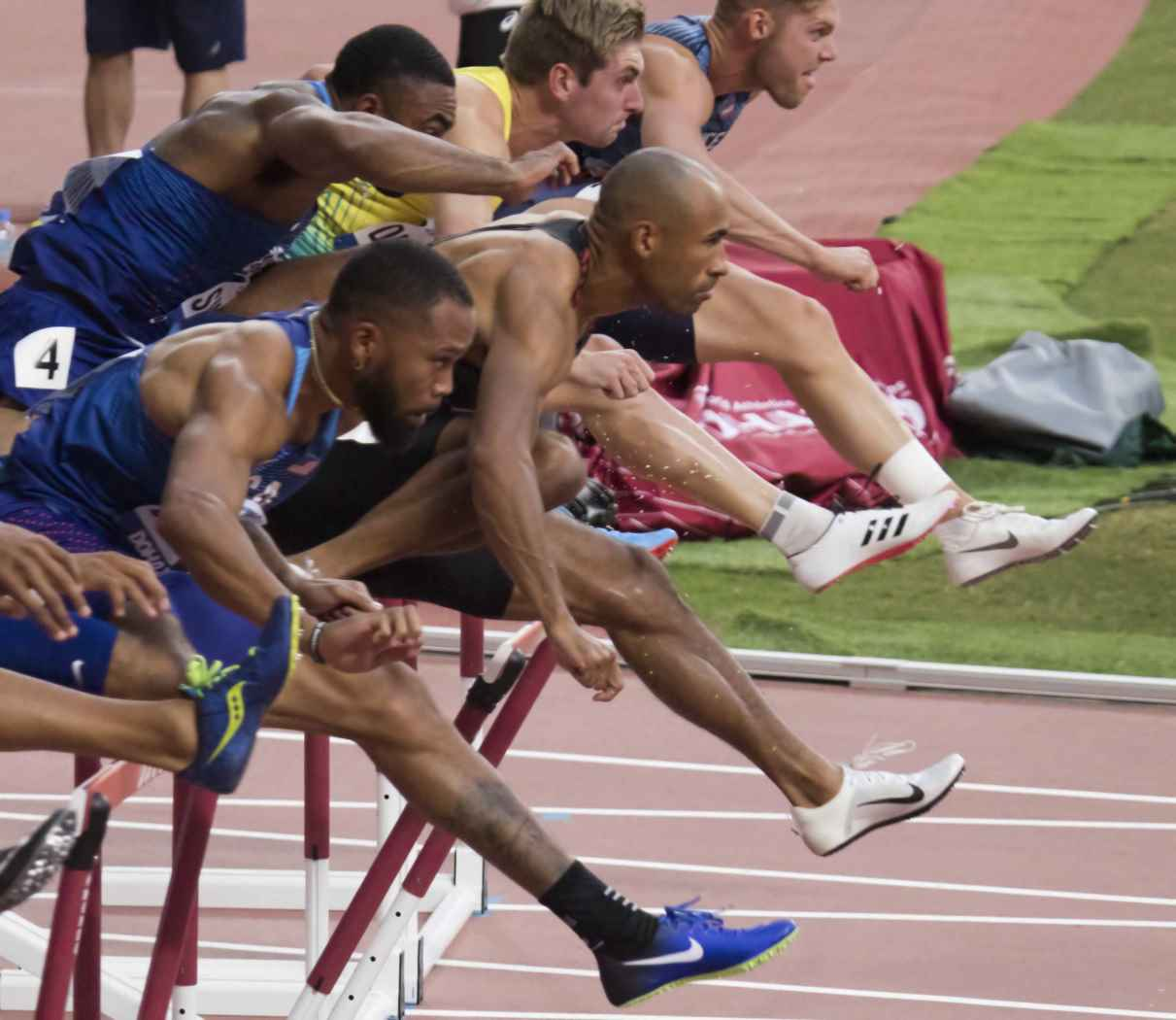
De 110 meter horden tijdens het WK 2019.

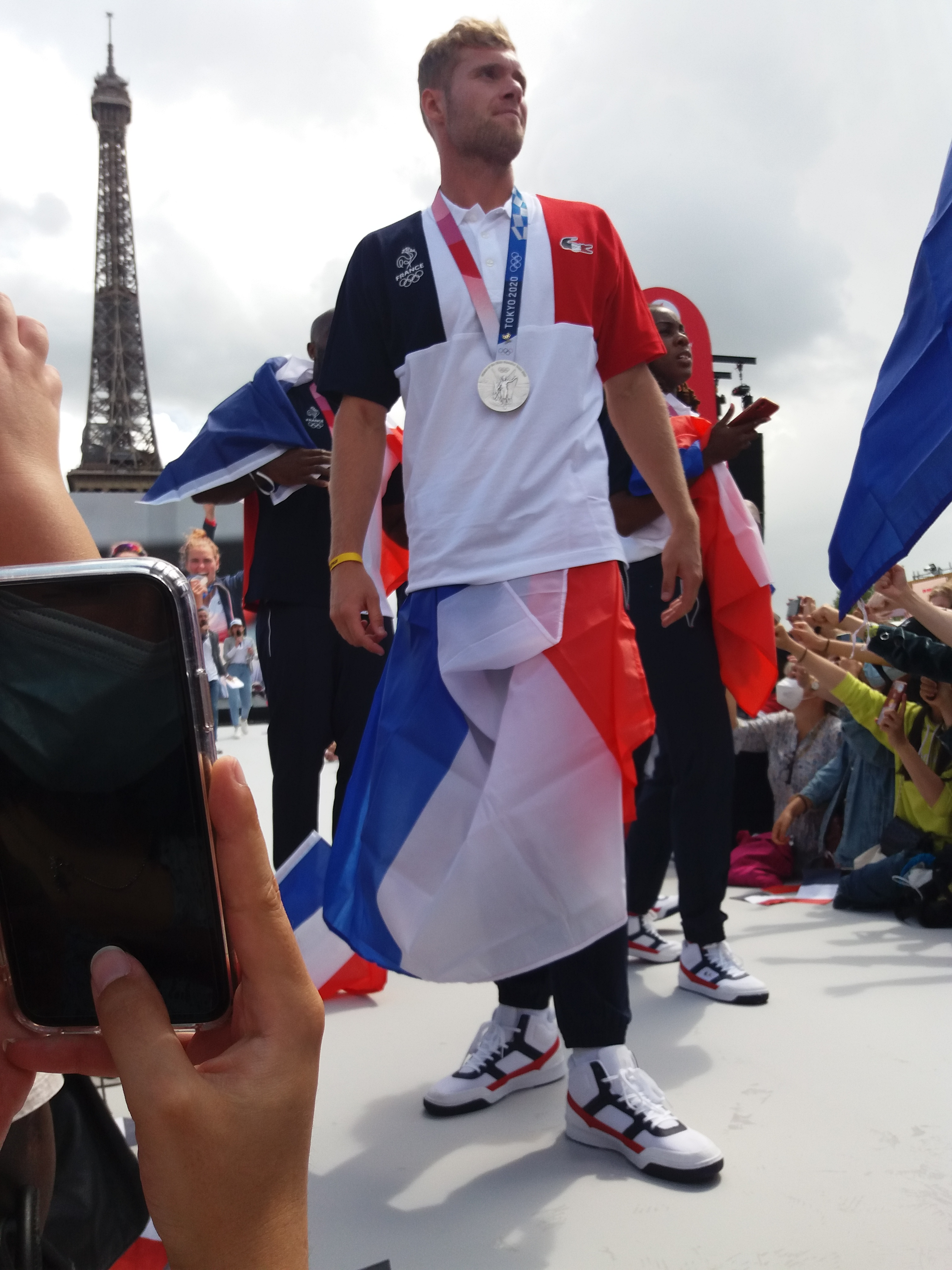
Kévin Mayer tijdens de hulding na het behalen van Olympisch Zilver in 2021.

Outdoor
| Discipline           | Prestatie   | Wind (m/s) | Datum                | Plaats       |
| -------------------- | ----------- | ---------- | -------------------- | ------------ |
| 100 m                | 10,50 s     | +0,8       | 2 oktober 2019       | Doha         |
| 200 m                | 21,76 s     | -1,0       | 15 april 2017        | L'Étang-Salé |
| 400 m                | 48,26 s     |            | 11 augustus 2017     | Londen       |
| 1000 m               | 2.41,22     |            | 9 juli 2009          | Bressanone   |
| 1500 m               | 4.18,04     |            | 1 juli 2012          | Brussel      |
| 110 m horden         | 13,55 s     | +0,1       | 24 augustus 2019     | Parijs       |
| hoogspringen         | 2,09 m      |            | 30 juni 2012         | Brussel      |
| polsstokhoogspringen | 5,45 m      |            | 16 september 2018    | Talence      |
| verspringen          | 7,80 m      | +1,2       | 15 september 2018    | Talence      |
| hink-stap-springen   | 13,46 m     |            | 18 april 2010        | Onbekend     |
| kogelstoten          | 17,08 m     |            | 24 augustus          | Parijs       |
| discuswerpen         | 52,38 m     |            | 17 juni 2018         | Ratingen     |
| speerwerpen          | 73,09 m     |            | 5 augustus 2021      | Tokio        |
| achtkamp             | 6478 p      |            | 9 juli 2009          | Bressanone   |
| tienkamp             | 9126 p (WR) |            | 15/16 september 2018 | Talence      |

Indoor
| Discipline           | Prestatie          | Datum            | Plaats       |
| -------------------- | ------------------ | ---------------- | ------------ |
| 60 m                 | 6,85 s             | 2 maart 2018     | Birmingham   |
| 1000 m               | 2.37,30            | 3 maart 2013     | Göteborg     |
| 60 m horden          | 7,71 s             | 1 februari 2019  | Val-de-Reuil |
| hoogspringen         | 2,10 m             | 14 februari 2010 | Aubière      |
| polsstokhoogspringen | 5,60 m             | 10 februari 2018 | Rouen        |
| verspringen          | 7,55 m             | 2 maart 2018     | Birmingham   |
| kogelstoten          | 16,32 m            | 6 maart 2021     | Toruń        |
| zevenkamp            | 6479 p (ex-AR; NR) | 4/5 maart 2017   | Belgrado     |

### Prestatieontwikkeling
Tienkamp
| Jaar | Punten |
| ---- | ------ |
| 2010 | 79281  |
| 2011 | 81241  |
| 2012 | 8415   |
| 2013 | 8446   |
| 2014 | 8521   |
| 2015 | 8469   |
| 2016 | 8834   |
| 2017 | 8768   |
| 2018 | 9126   |

1Met juniorenmateriaal behaald. Met seniorenmateriaal haalde Mayer in 2011 7992 punten.

### Opbouw PR tienkamp en potentie op basis van PR's
In de tabel staat de uitsplitsing van het persoonlijk record op de tienkamp. In de kolommen ernaast staat ook het potentieel record, met alle persoonlijke records op de losse onderdelen en de bijbehorende punten.
|                  | Uitsplitsing PR | Uitsplitsing PR | Uitsplitsing PR |              | Potentieel record | Potentieel record |
| Onderdeel        | Prestatie       | Wind (m/s)      | Punten          | Pers. record | Punten            |                   |
| ---------------- | --------------- | --------------- | --------------- | ------------ | ----------------- | ----------------- |
| 100 m            | 10,55           | +0,3            | 963             | 10,50        | 975               |                   |
| verspringen      | 7,80            | +1,2            | 1010            | 7,80         | 1010              |                   |
| kogelstoten      | 16,00           |                 | 851             | 17,08        | 918               |                   |
| hoogspringen     | 2,05            |                 | 850             | 2,10         | 896               |                   |
| 400 m            | 48,42           |                 | 889             | 48,26        | 897               |                   |
| 110 m horden     | 13,75           | -1,1            | 1007            | 13,55        | 1033              |                   |
| discuswerpen     | 50,54           |                 | 882             | 52,38        | 920               |                   |
| polsstokspringen | 5,45            |                 | 1051            | 5,60         | 1100              |                   |
| speerwerpen      | 71,90           |                 | 918             | 73,09        | 937               |                   |
| 1500 m           | 4.36,11         |                 | 705             | 4.18,04      | 825               |                   |
| Puntentotaal     |                 |                 | 9126            |              | 9511              |                   |

## Palmares

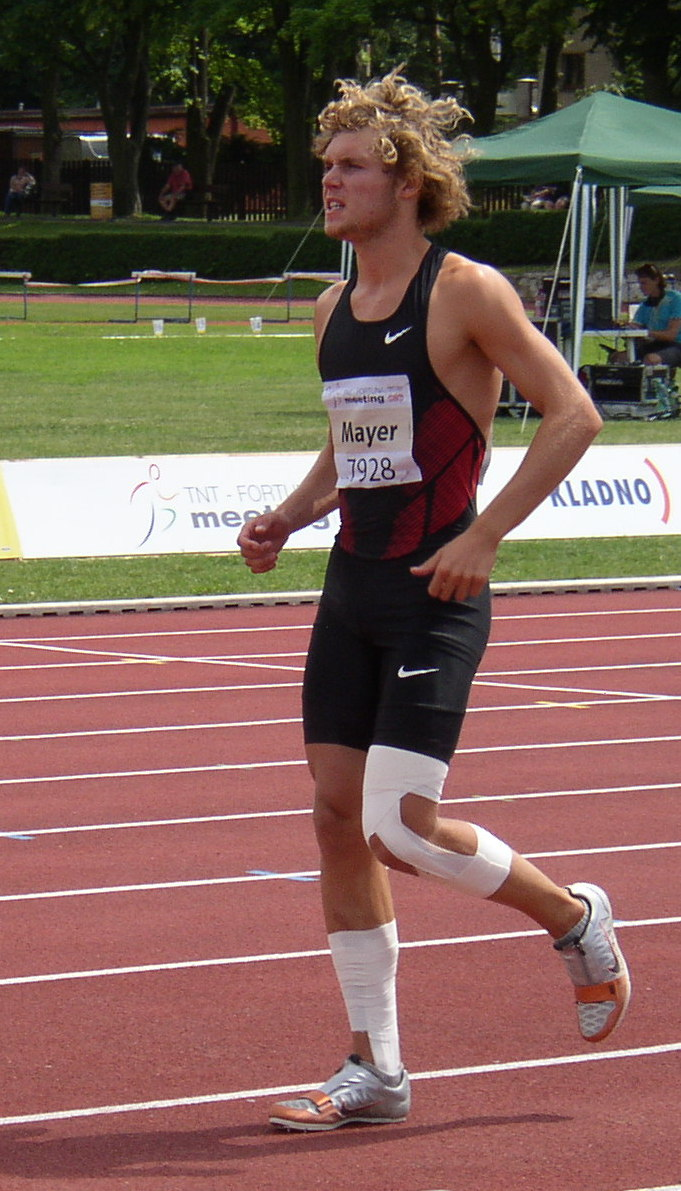
Mayer tijdens de TNT-Fortuna Meeting 2011.

### zevenkamp
- 2013:  EK indoor - 6297 p
- 2017:  EK indoor - 6479 p (ER)
- 2018:  WK indoor - 6348 p
- 2021:  EK indoor - 6392 p
- 2023:  EK indoor - 6348 p

### achtkamp
- 2009:  WK U18 - 6478 p

### tienkamp
- 2010:  WK junioren - 7928 p
- 2011: 8e TNT-Fortuna Meeting - 7992 p
- 2011:  EK junioren - 8124 p (kampioenschapsrecord)
- 2012: DNF EK
- 2012: 15e OS - 7952 p
- 2012: 5e Décastar - 7935 p
- 2013:  Europese meerkampcup, Super League - 8390 p
- 2013: 4e WK - 8446 p
- 2014:  Mehrkampf-Meeting Ratingen - 8323 p
- 2014:  EK - 8521 p
- 2016:  OS - 8834 p (NR)
- 2017:  WK - 8768 p
- 2018: DNF EK
- 2018:  Décastar - 9126 p (WR)
- 2019: DNF WK
- 2021:  OS - 8726 p
- 2022:  WK - 8816 p

## Onderscheidingen
- Europees atleet van het jaar - 2018

1983 Daley Thompson ·
1987 Torsten Voss ·
1991 Dan O'Brien ·
1993 Dan O'Brien ·
1995 Dan O'Brien ·
1997 Tomáš Dvořák ·
1999 Tomáš Dvořák ·
2001 Tomáš Dvořák ·
2003 Tom Pappas ·
2005 Bryan Clay ·
2007 Roman Šebrle ·
2009 Trey Hardee ·
2011 Trey Hardee ·
2013 Ashton Eaton ·
2015 Ashton Eaton ·
2017 Kévin Mayer ·
2019 Niklas Kaul ·
2022 Kévin Mayer ·
2023 Pierce LePage